# Parrotia
Genre
Classification APG III (2009)
Parrotia est un genre de plantes à fleurs dicotylédones de la famille des Hamamelidaceae.

## Étymologie
- Parrotia (latin) : du nom de son découvreur, le naturaliste allemand F.W. Parrot.

## Liste d'espèces
Selon NCBI (3 Sep 2010) :
- Parrotia persica
- Parrotia subaequalis

Une autre espèce autrefois dénommée Parrotia jacquemontiana Decne a été reclassée dans le genre Parrotiopsis : Parrotiopsis jacquemontiana (Decne.) Rehder